# Franz-Josef Moormann
Franz-Josef Moormann (* 1952 in Düsseldorf) war von 1999 bis 2015 hauptamtlicher Bürgermeister (CDU) in Kaarst, Rhein-Kreis Neuss, Nordrhein-Westfalen.
Moormann wurde in Düsseldorf geboren, verbrachte aber seine Kindheit in Kaarst. Er ist verheiratet und hat vier Kinder. Er lebt mit seiner Familie im Stadtteil Vorst.
Nach dem Abitur und seinem Grundwehrdienst bei der Bundeswehr studierte Moormann Rechtswissenschaften. Danach war er zwei Jahre lang Assistent an der Uni Bonn. 1989 wurde er zum Ministerialrat ernannt. In dieser Funktion war er bei der Europäischen Union und bei der Bundesregierung für das Land Nordrhein-Westfalen im Umweltbereich tätig. 1999 wurde er zum Bürgermeister von Kaarst gewählt und im Jahre 2009 für sechs Jahre wiedergewählt.